# Mont Hombori
Les muntanyes Hombori són un massís rocós de roques sedimentàries, situats on es perllonga la cinglera de Bandiagara, dins la regió de Mopti a Mali, prop del poble d'Hombori, a uns 150 km de la ciutat de Douentza. Culmina als 1.155 metres; l'Hombori Tondo és el cim més alt de Mali.
És un jaciment arqueològic. Moltes de les seves coves eren habitades des de fa més de 2.000 anys. Actualment, hi viuen les ètnies songhai i dogon.

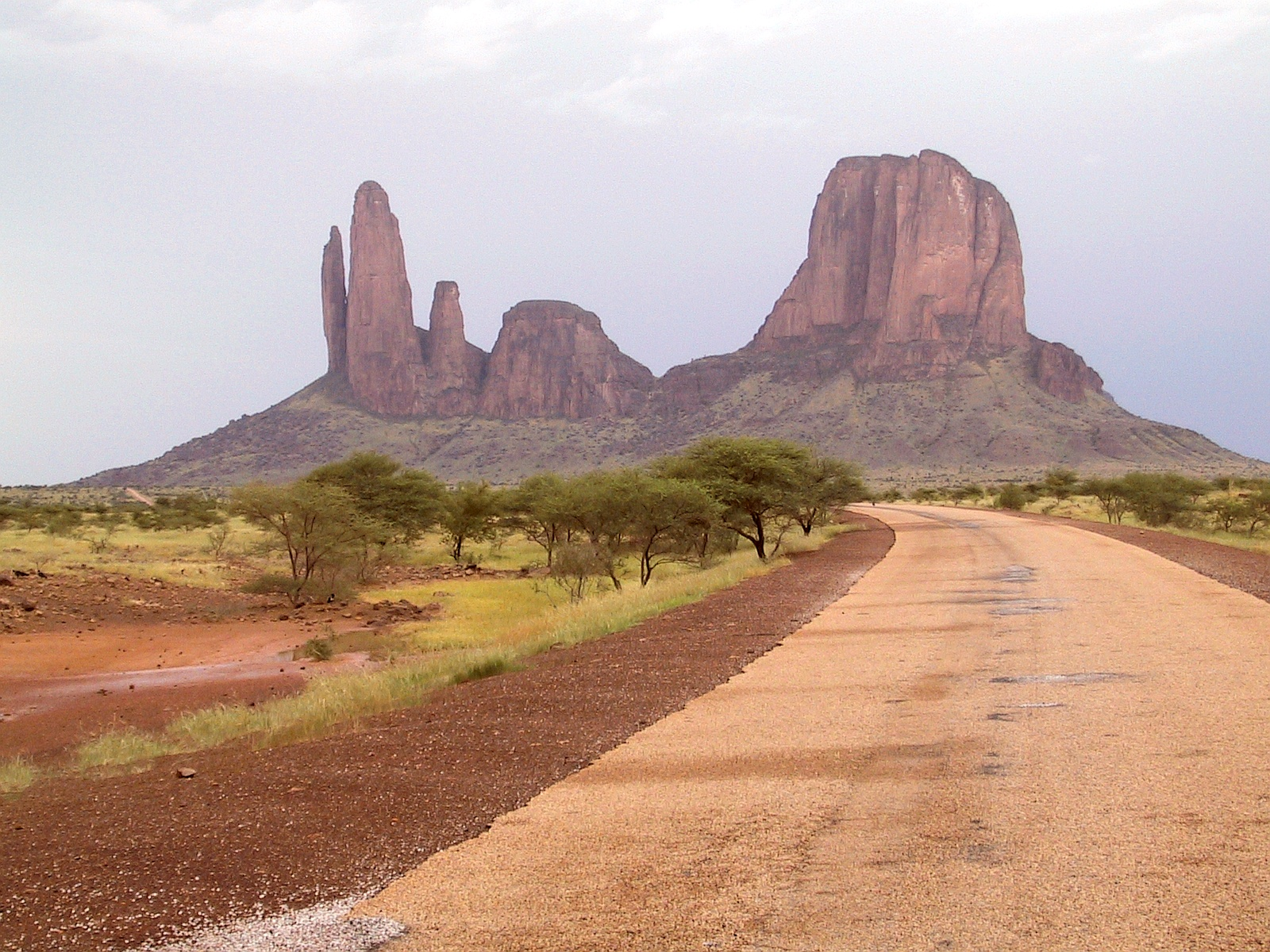
Muntanyes Hombori, amb la mà de Fàtima

El mont Hombori és un lloc important per a la biodiversitat al Sahel, amb 150 espècies diferents de plantes juntament amb diverses espècies de mamífers, ocells, rèptils i insectes. En contrast amb la superfície de l'altiplà, els 10.000 quilòmetres quadrats que l'envolten contenen només unes 200 espècies diferents de plantes. Un factor important que contribueix a la biodiversitat de l'Hombori és la manca de bestiar pasturant al cim, que està protegit per tots els costats per penya-segats escarpats. Per a moltes espècies de plantes, com ara el Bombax costatum, l'Hombori és el punt més al nord de la seva distribució, cosa que demostra la seva importància com a refugi per a moltes espècies del sud.
El mont Hombori és la llar d'algunes espècies de rèptils i ocells, però també algunes espècies de mamífers com el damà roquer o el papió anubis.